# Olympische Sommerspiele 2000/Teilnehmer (Schweiz)
| Gelbes Symbol für Goldmedaillen mit stilisierten Olympischen Ringen | Graues Symbol für Silbermedaillen mit stilisierten Olympischen Ringen | Braundes Symbol für Bronzemedaillen mit stilisierten Olympischen Ringen |
| ------------------------------------------------------------------- | --------------------------------------------------------------------- | ----------------------------------------------------------------------- |
| 1                                                                   | 6                                                                     | 2                                                                       |

Die Schweiz nahm an den Olympischen Sommerspielen 2000 in Sydney, Australien, mit einer Delegation von 102 Sportlern, 64 Männer und 38 Frauen, teil.

## Medaillengewinner

### Gold
| Name             | Sportart  | Wettkampf                  |
| ---------------- | --------- | -------------------------- |
| Brigitte McMahon | Triathlon | Frauen, Olympische Distanz |

### Silber
| Name(n)                                                    | Sportart  | Wettkampf                           |
| ---------------------------------------------------------- | --------- | ----------------------------------- |
| Gianna Hablützel-Bürki                                     | Fechten   | Frauen, Degen, Einzel               |
| Gianna Hablützel-Bürki, Sophie Lamon, Diana Romagnoli      | Fechten   | Frauen, Degen, Mannschaft           |
| Barbara Blatter                                            | Radsport  | Frauen, Mountainbike, Cross-Country |
| Markus Fuchs, Beat Mändli, Lesley McNaught, Willi Melliger | Reiten    | Springreiten, Mannschaft            |
| Xeno Müller                                                | Rudern    | Einer                               |
| Michel Ansermet                                            | Schiessen | Schnellfeuerpistole                 |

### Bronze
| Name             | Sportart  | Wettkampf                   |
| ---------------- | --------- | --------------------------- |
| Christoph Sauser | Radsport  | Mountainbike, Cross-Country |
| Magali Messmer   | Triathlon | Frauen, Olympische Distanz  |

## Teilnehmer nach Sportarten

### Fechten
- Marcel Fischer
Degen, Einzel: 4. Platz

- Laurent Waller
Säbel, Einzel: 33. Platz

- Gianna Hablützel-Bürki
Frauen, Degen, Einzel: Silber 
Frauen, Degen, Mannschaft: Silber

- Diana Romagnoli
Frauen, Degen, Einzel: 12. Platz
Frauen, Degen, Mannschaft: Silber

- Sophie Lamon
Frauen, Degen, Einzel: 15. Platz
Frauen, Degen, Mannschaft: Silber

### Judo
- David Moret
Superleichtgewicht: in der 1. Runde ausgeschieden

- Sergei Aschwanden
Halbmittelgewicht: in der 1. Runde ausgeschieden

- Isabelle Schmutz
Frauen, Halbleichtgewicht: im Achtelfinal ausgeschieden

### Kanu
- Adrian Bachmann
Einer-Kajak, 500 Meter: Halbfinal
Einer-Kajak, 1000 Meter: Halbfinal

- Mathias Röthenmund
Einer-Kajak, Slalom: 9. Platz

- Sandra Friedli
Frauen, Einer-Kajak, Slalom: 9. Platz

### Leichtathletik
- André Bucher
800 Meter: 5. Platz
4 × 400 Meter: Vorläufe

- Viktor Röthlin
Marathon: 36. Platz

- Raphaël Monachon
110 Meter Hürden: Vorläufe

- Paolo Della Santa
110 Meter Hürden: Vorläufe

- Christian Belz
3000 Meter Hindernis: Vorläufe

- Laurent Clerc
4 × 400 Meter: Vorläufe

- Alain Rohr
4 × 400 Meter: Vorläufe

- Nicolas Bäriswyl
4 × 400 Meter: Vorläufe

- Philipp Huber
Zehnkampf: Aufgabe nach 1. Disziplin

- Mireille Donders
Frauen, 100 Meter: Vorläufe
Frauen, 200 Meter: Vorläufe

- Sabine Fischer
Frauen, 1500 Meter: 9. Platz

- Anita Weyermann
Frauen, 1500 Meter: Halbfinal

- Daria Nauer
Frauen, Marathon: 38. Platz

### Moderner Fünfkampf
- Florence Dinichert
Frauen, Einzel: 12. Platz

### Radsport
- Markus Zberg
Strassenrennen, Einzel: 21. Platz

- Oscar Camenzind
Strassenrennen, Einzel: 37. Platz

- Mauro Gianetti
Strassenrennen, Einzel: 54. Platz

- Laurent Dufaux
Strassenrennen, Einzel: 64. Platz

- Alex Zülle
Strassenrennen, Einzel: 68. Platz
Einzelzeitfahren: 33. Platz

- Franco Marvulli
4000 Meter Einzelverfolgung: 15. Platz

- Bruno Risi
Punkterennen: 12. Platz
Madison: 11. Platz

- Kurt Betschart
Madison: 11. Platz

- Christoph Sauser
Mountainbike, Cross-Country: Bronze

- Thomas Frischknecht
Mountainbike, Cross-Country: 6. Platz

- Thomas Hochstrasser
Mountainbike, Cross-Country: Rennen nicht beendet

- Yvonne Schnorf
Frauen, Strassenrennen, Einzel: 9. Platz

- Nicole Brändli-Sedoun
Frauen, Strassenrennen, Einzel: 16. Platz
Frauen, Einzelzeitfahren: 22. Platz

- Priska Doppmann
Frauen, Strassenrennen, Einzel: 32. Platz

- Barbara Blatter
Frauen, Mountainbike, Cross-Country: Silber

- Chantal Daucourt
Frauen, Mountainbike, Cross-Country: 11. Platz

### Reiten
- Daniel Ramseier
Dresser, Einzel: 13. Platz
Dressur, Mannschaft: 7. Platz

- Christine Stückelberger
Dresser, Einzel: 22. Platz
Dressur, Mannschaft: 7. Platz

- Françoise Cantamessa
Dresser, Einzel: 30. Platz
Dressur, Mannschaft: 7. Platz

- Patricia Bottani
Dresser, Einzel: 32. Platz
Dressur, Mannschaft: 7. Platz

- Beat Mändli
Springreiten, Einzel: 9. Platz
Springreiten, Mannschaft: Silber

- Willi Melliger
Springreiten, Einzel: 10. Platz
Springreiten, Mannschaft: Silber

- Markus Fuchs
Springreiten, Einzel: Final
Springreiten, Mannschaft: Silber

- Lesley McNaught
Springreiten, Einzel: 37. Platz in der Qualifikation
Springreiten, Mannschaft: Silber

### Ringen
- Beat Motzer
Leichtgewicht, griechisch-römisch: 4. Platz

- Urs Bürgler
Schwergewicht, griechisch-römisch: 7. Platz

- Grégory Martinetti
Halbschwergewicht, Freistil: 16. Platz

- Rolf Scherrer
Schwergewicht, Freistil: 10. Platz

### Rudern
- Xeno Müller
Einer: Silber

- Simon Stürm
Doppelvierer: 5. Platz

- Christian Stofer
Doppelvierer: 5. Platz

- Michael Erdlen
Doppelvierer: 5. Platz

- André Vonarburg
Doppelvierer: 5. Platz

- Markus Gier
Leichtgewichts-Doppelvierer: 5. Platz

- Michael Gier
Leichtgewichts-Doppelvierer: 5. Platz

- Carolina Lüthi
Frauen, Doppelzweier: 7. Platz

- Bernadette Wicki
Frauen, Doppelzweier: 7. Platz

- Kim Plugge
Frauen, Leichtgewichts-Doppelzweier: 5. Platz

- Pia Vogel
Frauen, Leichtgewichts-Doppelzweier: 5. Platz

### Schiessen
- Michel Ansermet
Schnellfeuerpistole: Silber

- Gaby Bühlmann
Frauen, Luftgewehr: 28. Platz
Frauen, Kleinkaliber, Dreistellungskampf: 23. Platz

- Oriana Scheuss
Frauen, Luftgewehr: 36. Platz
Frauen, Kleinkaliber, Dreistellungskampf: 17. Platz

### Schwimmen
- Christophe Bühler
50 Meter Freistil: 31. Platz

- Karl Novy
100 Meter Freistil: 19. Platz
4 × 100 Meter Lagen: 16. Platz

- Philipp Gilgen
100 Meter Rücken: 35. Platz
4 × 100 Meter Lagen: 16. Platz

- Remo Lütolf
100 Meter Brust: 8. Platz
4 × 100 Meter Lagen: 16. Platz

- Philippe Meyer
100 Meter Schmetterling: 31. Platz
4 × 100 Meter Lagen: 16. Platz

- Yves Platel
200 Meter Lagen: 28. Platz
400 Meter Lagen: 18. Platz

- Flavia Rigamonti
Frauen, 400 Meter Freistil: 9. Platz
Frauen, 800 Meter Freistil: 4. Platz

- Chantal Strasser
Frauen, 400 Meter Freistil: 21. Platz
Frauen, 800 Meter Freistil: 11. Platz

- Agatha Czaplicki
Frauen, 100 Meter Brust: 27. Platz
Frauen, 200 Meter Brust: 22. Platz

### Segeln
- Peter Theurer
Finn-Dinghy: 18. Platz

- Lukas Erni
470er: 27. Platz

- Simon Brügger
470er: 27. Platz

- Flavio Marazzi
Star: 15. Platz

- Renato Marazzi
Star: 15. Platz

- Thomas Rüegge
49er: 15. Platz

- Claude Maurer
49er: 15. Platz

- Anja Käser
Frauen, Windsurfen: 12. Platz

### Synchronschwimmen
- Madeleine Perk
Duett: 10. Platz

- Belinda Schmid
Duett: 10. Platz

### Tennis
- Roger Federer
Einzel: 4. Platz

- Emmanuelle Gagliardi
Frauen, Einzel: 17. Platz
Frauen, Doppel: 17. Platz

- Miroslava Vavrinec
Frauen, Einzel: 17. Platz
Frauen, Doppel: 17. Platz

### Trampolinturnen
- Markus Wiesner
Einzel: 11. Platz in der Qualifikation

### Triathlon
- Reto Hug
Olympische Distanz: 8. Platz

- Markus Keller
Olympische Distanz: 18. Platz

- Jean-Christophe Guinchard
Olympische Distanz: 24. Platz

- Brigitte McMahon
Frauen, Olympische Distanz: Gold

- Magali Messmer
Frauen, Olympische Distanz: Bronze

- Sibylle Matter
Frauen, Olympische Distanz: 36. Platz

### Turnen
- Dieter Rehm
Einzelmehrkampf: 42. Platz in der Qualifikation
Barren: 33. Platz in der Qualifikation
Boden: 75. Platz in der Qualifikation
Pferdsprung: 8. Platz
Reck: 7. Platz
Ringe: 67. Platz in der Qualifikation
Seitpferd: 72. Platz

### Volleyball (Beach)
- Martin Laciga
Herrenwettkampf: 5. Platz

- Paul Laciga
Herrenwettkampf: 5. Platz

### Wasserspringen
- Jean-Romain Delaloye
Kunstspringen: 45. Platz

- Catherine Maliev-Aviolat
Frauen, Kunstspringen: 38. Platz
Frauen, Synchronspringen 3 Meter: 8. Platz

- Jacqueline Schneider
Frauen, Synchronspringen 3 Meter: 8. Platz